# Joan Verdú Sánchez
Joan Verdú Sánchez est un skieur alpin andorran, né le 23 mai 1995 à Andorre-la-Vieille, spécialiste du slalom géant.

## Biographie
Joan Verdú Sánchez naît le 23 mai 1995 à Andorre-la-Vieille.

## Carrière
Joan Verdú commence sa carrière officielle lors de la saison 2010-2011, lors de laquelle, il remporte sa première course FIS en slalom.
Pour sa première compétition majeure, il remporte la médaille de bronze du super G aux Jeux olympiques de la jeunesse d'hiver de 2012 à Innsbruck. Lors de la saison 2012-2013, il fait ses débuts en coupe d'Europe et participe à ses premiers championnats du monde à Schladming en Autriche où il termine 39e du slalom géant.
Il participe aux Jeux olympiques d'hiver de 2014 à Sotchi en Russie où il ne termine pas le slalom géant.
En 2016, il participe aux championnats du monde junior de Sotchi en Russie où il prend la onzième place de la descente.
Il fait ses débuts en coupe du monde en octobre 2016 à Sölden.
Aux Jeux olympiques d'hiver de 2018, à Pyeongchang il termine 37e de la descente, 28e du super G, 27e du combiné et ne termine pas le slalom géant.
En raison de blessure, il ne skie pas en compétition entre 2018 et 2021.
Lors des championnats du monde de 2021 à Cortina d'Ampezzo en Italie, il établit sa meilleure performance dans un grand rendez-vous en terminant au 26e rang du slalom géant.
Lors de la saison 2021-2022, il remporte les deux slaloms géants de coupe d'Europe disputés à Glungezer. Il devient ainsi le premier skieur masculin andorran à gagner une course dans cette compétition. En mars 2022, il devient le premier Andorran à marquer des points en coupe du monde masculine de ski alpin.
Avant le début de la saison 2023-2024, il se blesse à l'ischio-jambier droit et revient à la compétition le 9 décembre 2023 à Val-d'Isère,. Il termine troisième du slalom géant, derrière Marco Odermatt et Marco Schwarz et devient le premier andorran à monter sur un podium de coupe du monde,,.

## Palmarès

### Jeux olympiques
| Édition / Épreuve   | Descente | Super G | Slalom géant | Combiné alpin |
| ------------------- | -------- | ------- | ------------ | ------------- |
| JO 2014 Sotchi      | —        | —       | Abandon      | —             |
| JO 2018 Pyeongchang | 37e      | 28e     | Abandon      | 27e           |
| JO 2022 Pékin       | —        | 22e     | 9e           | —             |

### Championnats du monde
| Édition / Épreuve                | Descente | Super G | Slalom géant | Slalom      | Combiné alpin | Parallèle                        |
| -------------------------------- | -------- | ------- | ------------ | ----------- | ------------- | -------------------------------- |
| Mondiaux 2013 Schladming         | —        | —       | 39e          | —           | —             | Épreuve inexistante à cette date |
| Mondiaux 2017 Saint-Moritz       | 33e      | Abandon | Non-partant  | Non-partant | 27e           | Épreuve inexistante à cette date |
| Mondiaux 2021 Cortina d'Ampezzo  | —        | 26e     | Abandon      | —           | —             | —                                |
| Mondiaux 2023 Courchevel-Méribel | —        | —       | Abandon      | —           | —             | 10e                              |

### Coupe du monde
- 2 podiums : 1 deuxième place et une troisième place en slalom géant.

### Jeux olympiques de la jeunesse
| Édition / Épreuve  | Super G | Slalom géant | Slalom | Combiné alpin |
| ------------------ | ------- | ------------ | ------ | ------------- |
| JOJ 2012 Innsbruck | Bronze  | Abandon      | 8e     | Abandon       |

### Coupe d'Europe
- 2 victoires en slalom géant.

### Coupe nord-américaine
- 3 victoires (2 en super G et 1 en slalom géant)